# Семчук Олександр Михайлович
Семчук Олександр Михайлович (відомий як Олесь Семчук) (нар. 12 жовтня 1976, Івано-Франківськ, Україна) — український скрипаль-віртуоз, педагог, професор, заслужений артист України, з 2011 р. завідувач струнної кафедри Міжнародної Музичної Академії «Зустрічі з Маестро» (Імола, Італія). З 2002 року проживає та працює в Італії. Згадується у пресі як «Принц скрипки».

## Біографія
Олександр Семчук народився 12 жовтня 1976 року в Івано-Франківську в сім'ї музикантів: тато — завуч Івано-Франківського музичного училища ім. Д. Січинського, мати — викладач музично-теоретичних дисциплін. Мати Олександра Семчука померла, коли скрипале́ві виповнилося 16 років. В сім'ї Олександра є ще троє сестер, всі обрали професію музикантів. Навчатися грати на скрипці Олесь почав у 4 роки у Ігора Пилатюка, коли сестра Святослава навчалась у музичній школі. Хлопець з ранніх років був здібним до музики, тож його учитель запропонував батькам віддати Олександра до Київської спеціальної музичної школи імені Миколи Лисенка. Вже у віці 12 років скрипаль здобув першу значну перемогу на конкурсі.
З 2002 р. Олександр Семчук працює і проживає в Італії. У своїй манері виконання музикант зумів поєднати дві скрипкові школи — вітчизняну (на це вплинуло навчання у Богодара Которовича, Віктора Третьякова, Михайла Ваймана і Ярослави Рівняк) та західноєвропейську (завдяки заняттям у Ієгуді Менухіна, Тібора Варги, Альберта Лисого і Миколи Чумаченка).
Музикант постійно вдосконалює свою майстерність, активно концертує, проводить майстер-класи. У 1998 році створив дует з Ганною Середенко. Довгий час був першою скрипкою квартету «Сінополі». Пропагує українську музику за кордоном (на підтримку Революції гідності виступив у приміщенні Культурно-інформаційного центру, виконавши твір Євгена Станковича «Фреска Майдану»). Часто є першим виконавцем творів Мирослава Скорика, Євгена Станковича (прем'єра твору «Благання спокою» на XVI фестивалі Rassegna Musicale d'Autunno у Сан-Маріно). Засновник (разом із Ганною Середенко) благодійного проекту «Митці за духовне відродження України».
Гастролював, як соліст, у Швейцарії, Фінляндії, Росії, Австрії, Чехії, Південній Кореї, Франції, Китаї, Німеччині, США, Англії, Австралії, Швеції.
У роботі використовує скрипку роботи майстра Огюста Бернарделя 1855 року та смичок «Біла Леді» роботи майстра Навеа-Вера. Інструменти є власністю артиста.
Крім української вільно володіє англійською та італійською мовами.

## Родина
Батько: Семчук Михайло Петрович (14.07.1927 Лоєва — 17.01.2018 Івано-Франківськ). Музикант, викладач муз. училища імені Дениса Січинського
Мати: Семчук Ярослава Степанівна (07.09.1940 Обертин — 17.02.1991 Івано-Франківськ). Музикант, викладач теоретичних дисциплін в муз. училищі імені Дениса Січинського.
Сестри: Грек Оксана Михайлівна (01.12.1957 Луцьк), Косован Вікторія Михайлівна (14.09.1972 Івано-Франківськ), Семчук Святослава Михайлівна (04.02.1975 Івано-Франківськ).
Дружина: Ксенія Мілас (25.09.1989 Волгоград) відома скрипалька.
Домашній улюбленець: пінчер «Лорд Семчукіні»

## Освіта
- 2004—2006 р. — Диплом Віденської консерваторії за фахом скрипки, (аспірантура).
- 2002 р. — Диплом Паризького університету Сорбонна, Міжнародні майстер-класи для струнно-смичкових інструментів та камерної музики.
- 2000—2001 р. — Диплом Вищої Національної консерваторії музики і танцю в Ліоні за фахом скрипки, (третій цикл, аспірантура).
- У 1999 р. стажувався у професорів Віктора Третьякова і Михайла Ваймана у Міжнародній академії музичного мистецтва в Нейї-сюр-Сен (Франція); того-ж року одночасно займався із славетним маестро Тібором Варгою[hu] у Вищій школі музики в Сьйоні.
- 1993—1997 р. — Диплом з відзнакою Національної музичної академії України імені Петра Чайковського за спеціальністю скрипка (клас професора Богодара Которовича).
- 1986—1993 р. — Диплом з відзнакою Київської середньої спеціальної музичної школи-інтернату імені Миколи Лисенка за спеціальністю скрипка (клас професора Б. Которовича, асистент Я. Рівняк).
- Стажувався у Міжнародній музичній академії Ієгуді Менухіна у Гштааді, консерваторії Сіднея.

## Діяльність
- 1995—2000 р. — артист Національного камерного ансамблю «Київські солісти».
- 1997—2002 р. — викладач скрипки КССМШ ім. М. В. Лисенка, та трохи згодом Київського муз. училища ім. Глієра.
- 1998—2000 р. — Національний академічний оркестр народних інструментів України, спочатку як артист оркестру, а потім як соліст.
- 2002—2008 р. — старший викладач скрипки та асистент-професор скрипки Ф'єзольської музичної школи (Італія).
- 2008—2010 р. — професор скрипки Римської міжнародної академії «DI.ES.IS».
- 2008—2011 р. — професор скрипки Флорентійської Музичної Академії.
- З 2010 р. — професор скрипки та завідувач кафедри струнно-смичкових інструментів Міжнародної Музичної Академії «Зустрічі з маестро» (Імола, Італія).
- З 2012 р. — регулярний гість-професор скрипки державних консерваторій у містах Болонья, Тренто, Чезена та Реджо-Емілія.
- 2016—2017 р. — артистичний директор Міжнародної струнної концертної академії Сан-Маріно (String Concet Academy San Marino).
- З 2017 року проводить майстер-класи в Лондонському Королівському Музичному Коледжі.
- Також регулярно проводить літні майстер-класи у Парижі (Франція), Сан-Марино (Республіка Сан-Марино), Києві (Україна), Поречі (Хорватія), Римі, Флоренції, Мантуї, Портогруаро, Імолі, Губбіо, Потенца (Італія).

##### Українські диригенти, з якими співпрацював Олесь Семчук
- Багінський Павло
- Блажков Ігор
- Власенко Аллін
- Глущенко Федір
- Гуцал Віктор
- Дущенко Євген
- Дядюра Микола
- Жадько Вікторія
- Карабиць Кирило
- Кожухар Володимир
- Которович Богодар
- Кофман Роман
- Курков Георгій
- Лисенко Віталій
- Лисенко Микола (молодший)
- Матюхін Валерій
- Пилатюк Ігор
- Пономарчук Наталія
- Роман Ревакович
- Сіренко Володимир
- Сукач Микола

##### Відомі музиканти, з якими співпрацював О. Семчук
- Baatarzhavyn Enkhbaatar (Enkhe) (Баатаржавин Енхбаатар), диригент
- Bogino Kostantin (Богіно Константин), піаніст
- Brunello Mario (Брунелло Маріо), віолончеліст
- Canino Bruno (Каніно Бруно), піаніст
- Casellati Alvise (Казеллаті Алвізе), диригент
- Cohen David (Коен Девід), віолончеліст
- Eppinger Niklas (Еппінгер Ніклас), віолончеліст
- Fratta Gianna (Фратта Жанна), диригентка
- Koelman Rudolf (Кьольман Рудольф), скрипаль
- Kogan Oleg (Коган Олег), віолончеліст
- Kugel Michael (Кугель Михайло), альтист
- Lipanovič Ivo (Ліпановіч Іво), диригент
- Lucchesini Andrea (Луккезіні Андреа), піаніст
- Mandozzi Orfeo (Мандоцці Орфео), віолончеліст
- Marangoni Alessandro (Марангоні Алессандро), піаніст
- Mendelssohn Vladimir (Мендельсон Владімір), альтист
- Mirabassi Gabriele (Габріеле Мірабассі), кларнетист
- Petrushansky Boris (Петрушанський Борис), піаніст
- Rysanov Maxim (Рисанов Максим), альтист, диригент
- Sollima Giovanni (Солліма Джованні), віолончеліст, диригент
- Shapovalov Denis (Шаповалов Денис), віолончеліст, диригент
- Viytovych Andriy (Війтович Андрій), альтист

##### Участь у журі Міжнародих конкурсів
- 2019/05 — 1-ий Національний конкурс струнних квартетів імені Серджо Драгоні (Мілан, Італія), член журі[1];
- 2018/07 — 1-ий Міжнародний конкурс «Città di Villafranca di Verona» (Віллафранка-ді-Верона, Італія), президент журі;
- 2018/05 — 16-ий Міжнародний конкурс молодих музикантів імені Луїджі Занукколі (Сольяно-аль-Рубіконе, Італія), член журі;
- 2018/04 — 19-ий Національний конкурс «Рів'єра Етруска» (Пйомбіно, Італія), член журі;
- 2018/03 — 24-ий Національний конкурс камерної музики імені Джуліо Роспільозі (Лампореккьо, Італія), президент журі;
- 2017/05 — 15-ий Міжнародний конкурс молодих музикантів імені Луїджі Занукколі (Сольяно-аль-Рубіконе, Італія), член журі;
- 2016/12 — III Міжнародний конкурс камерної музики імені Джузеппе Ачербі (Мантуя, Італія), президент журі;
- 2016/09 — I Міжнародний конкурс Міжнародної Струнної Концертної Академії Сан-Марино (Сан-Марино), президент журі;
- 2016/04 — II Міжнародний конкурс скрипалів «Pellegrino da Montechiaro» (Монтік'ярі, Італія), президент журі;
- 2015/12 — II Міжнародний конкурс камерної музики імені Джузеппе Ачербі (Мантуя, Італія), президент журі;
- 2015/02 — I Міжнародний конкурс скрипалів «Città di Imola» (Імола, Італія), член журі;
- 2014/10 — I Міжнародний конкурс камерної музики імені Джузеппе Ачербі (Мантуя, Італія), президент журі;
- 2014/05 — ІІ Міжнародний конкурс «Città di Barlassina» (Барлассіна, Італія), член журі;
- 2013/05 — Національний конкурс молодих виконавців «Città di Bardolino» (Бардоліно, Італія), член журі;
- 2013/05 — Національний конкурс молодих виконавців «Val di Sole» (Трентіно, Італія), член журі;
- 2007/08 — ІІ Міжнародний конкурс молодих виконавців «Piccolo violino magico» (Маленька чарівна скрипка) (Портогруаро, Італія), член відбіркової комісії.

##### Педагогічна діяльність
Напружену концертну діяльність Маестро поєднує з викладацькою роботою. Його численні студенти є переможцями багатьох міжнародних конкурсів, працюють концертмейстерами всесвітньо відомих оркестрів, та ведуть власну активну концертну й педагогічну діяльність. Серед них є такі відомі молоді музиканти як:
- Бідолі Алєссіо (Bidoli Alessio): соліст, артист «SONY Classics» та «WARNER Classics»;
- Боррані Лоренца (Borrani Lorenza): солістка, концертмейстер оркестру ім. Малера;
- Бортолотто Лаура (Bortolotto Laur): переможець Міжнародних конкурсів ім. «Хіндеміта» (Берлін), «Вітторіо Венето» (Венеція) та «Постаккіні» (Фермо);
- Брінкмайер Джулія (Brinckmeier Giulia): солістка, концертмейстер оркестру м. Більбао, (Іспанія);
- Броц Барбара (Broz Barbara): солістка, артистка «SONY Classics» та скрипалька одноіменного тріо «Броц»;
- Ван Куйк Ніколас (Van Kuijk Nicolas): перша скрипка одноіменного квартету «Ван Куйк»;
- Кім Жі Вон (Kim Ji Won): солістка, перша премія конкурсу ім. Брамса;
- Кламажіран Фанні (Clamagirand Fanny): солістка, переможець конкурсів ім. Крайслера у Відні, та Королівства Монако;
- Кузнєцова Марія (Kouznetsova Maria): лауреат 9 міжнародних конкурсів, серед яких China Guang Ya Chengdu, Andrea Postacchini Concorso, конкурс ім. Ойстраха, Adriatico Music Competition, Manhattan Music Competition та інші;
- Лака Чечілія (Laca Cecilia): концертмейстер оркестру театру Сан Карло, (Неаполь, Італія);
- Маргуліс Аліса (Margulis Alissa): солістка, педагог;
- Маркіз Гілмор Бенджамін (Marquise Gilmore Benjamin): соліст, перша премія конкурсу ім. Брамса;
- Маццон Сільвія (Mazzon Silvia): солістка, педагог;
- Мілас Ксенія (Milas Ksenia): солістка, артистка «Anima Records», Paris;
- Мішаня Марко (Misciagna Marco): активно концертуючий, всесвітньо відомий соліст;
- Сенезе Франческо (Senese Francesco): соліст, концертмейстер симфонічного оркестру «Моцарт», заснованого диригентом Клаудіо Аббадо;
- Сітковецький Олександр (Sitkovetsky Alexander): активно концертуючий, всесвітньо відомий скрипаль;
- Хаізинг Таймен (Huisingh Tijmen): соліст, перша скрипка Едінбурзького квартету;
- Шарретта Мауріціо (Sciarretta Maurizio): соліст, педагог, асистент професора Захара Брона;
- Штюкке Свен (Stucke Sven): активно концертуючий відомий скрипаль.

## Нагороди, звання та відзнаки
Олександр Семчук є володарем багатьох нагород.
- 2014 р. — почесна відзнака імені «Rinaldo Rossi» за видатні педагогічні досягнення.
- 2013 р. — почесна грамота імені «Laszlo Spezzaferri» за видатні культурні досягнення та розвиток італійської скрипкової школи.
- 2002 р. — присвоєно почесне звання «Заслуженого артиста України» за особистий внесок у розвиток культури та відродження України (президент України Леонід Кучма).
- 2002 р. — Почесна грамота Міністерства культури та мистецтв України за вагомий особистий внесок у створенні духовних цінностей та високу професійну майстерність (міністр Юрій Богуцький).
- 2002 р. — Почесна грамота вченої ради НМАУ ім. Чайковського за високу художню майстерність та значний внесок у розвиток українського камерно-виконавського виконавства (ректор Олег Тимошенко)
- 2001 р. — Диплом Міжнародного благодійного фонду конкурсу ім. В. Горовиця за значний внесок в розвиток музичного виконавства (президент фонду Юрій Зільберман)
- 1999 р. — Перша премія та золота медаль на Міжнародному конкурсі камерної музики «Città di Gubbio» (Губбіо, Італія)
- 1993 р. — Диплом ІІ премії та спеціальний приз за найкраще виконання віртуозного твору на Міжнародному конкурсі скрипалів «Kloster Schöntal» (Німеччина)
- 1993 р. — Диплом лауреата і премію ім. Марійки Підгірянки за творчі досягнення у розвитку музичного мистецтва (Івано-Франківське обласне товариство української мови ім. Тараса Шевченка «Просвіта», голова С. Шулепа)
- 1992 р. — Іменна стипендія Піклувальної ради українського центру творчості дітей та юнацтва за досягнуті творчі успіхи з надією на майбутні мистецькі перемоги (Український центр творчості дітей та юнацтва, президент України Леонід Кучма)
- 1992 р. — удостоєний І премії і звання лауреата з врученням золотої медалі на Міжнародному конкурсі ім. М. В. Лисенка (Харків, Україна)
- 1992 р. — Диплом лауреата І премії на Всесоюзному конкурсі «Юнацькі асамблеї мистецтв» (Москва, Росія)
- 1991 р. — Диплом Міжнародного конкурсу «Концертино Прага» (Чехія)
- 1990 р. — Диплом III премії на Міжнародному конкурсі скрипалів «Kloster Schöntal» (Німеччина)
- 1989 р. — Іменна стипендія Радянського дитячого фонду ім. В. Леніна[2]

## Репертуар
Репертуар скрипаля досить масштабний та різноманітний. Це твори відомих композиторів епохи бароко та класицизму, романтиків та імпресіоністів, а також митців інших музичних течій XX — XXI ст.: Й. С. Бах, А. Вівальді, Л. ван Бетховен, Й. Гайдн, В. А. Моцарт, А. Кореллі, С. Франк, Дж. Тартіні, Н. Паганіні, П. Чайковський, Г. Венявський, Р. Шуман, Ф. Шуберт, М. Равель, К. Дебюссі, Е. Гріг, Й. Брамс, К. Сен-Санс, Є. Ізаї, Е. Блох, Б. Барток, К. Шимановський, С. Прокоф'єв, М. де Фалья, Е. Шоссон, Я. Сібеліус, І. Стравінський, А. Шнітке, Р. Штраус, А. Берг, М. Брух, Г. Ернст, О. Глазунов, А. Хачатурян, Е. Корнгольд, Д. Шостакович, К. Нільсен, Е. Лало, П. Сарасате, О. Новачек, Н. Мільштейн, Ж. Массне.

## Дискографія
Скрипаль записав 4 компакт-диски з творами відомих композиторів.
- «HAYDN MENDELSSOHN» Two double concerts

Йозеф Гайдн, Подвійний концерт Фа мажор для скрипки, клавесина і струнних, Hob.XVIII:6
Фелікс Мендельсон-Бартольді, Концерт № 1 для скрипки, фортепіано і струнних ре мінор
Виконавці: Олесь Семчук — скрипка, Ганна Середенко — фортепіано, Ансамбль солістів Національного симфонічного оркестру України. Володимир Сіренко — диригент
- «KAROL SZYMANOWSKI» (1882—1937)

Кароль Шимановський Соната для скрипки і фортепіано, op.9
Міфи. Три поеми для скрипки і фортепіано, op.30
Три каприси Паганіні Tree caprices of Paganini, op.40
Виконавці: Олесь Семчук — скрипка, Ганна Середенко — фортепіано
- «OLEXANDER SEMCHUK» Masterpieces of Violin Music

Ян Сібеліус Концерт для скрипки з оркестром ре мінор, op. 47
Генрик Венявський Варіації на оригінальну тему, op. 15
Мирослав Скорик Каприс для скрипки соло
Виконавці: Олесь Семчук — скрипка, Ганна Середенко — фортепіано, Київський симфонічний оркестр. Володимир Сіренко — диригент
- «OLEXANDER SEMCHUK, ANNA SEREDENKO» Masterpieces of Violin and Chamber Music

Й. С. Бах Соната для скрипки і клавесину No.4, до мінор, BWV 1017
Р. Шуман Соната ля мінор для скрипки і фортепіано, op.105
Б. Бриттен Сюїта для скрипки і фортепіано, op.6
E. Шоссон Поема для фортепіано з оркестром, op.25
Виконавці: Олесь Семчук — скрипка, Ганна Середенко — фортепіано, Київський симфонічний оркестр. Володимир Сіренко — диригент